# Тотализатор
Тотализа́тор — это один из видов заключаемых пари. Слово «тотализатор» имеет несколько значений. На бегах и скачках на ипподроме — это счётчик, показывающий денежные ставки, сделанные на определённую лошадь, и общую сумму ставок (фр. totalisateur, от totaliser — суммировать, подводить итог). Тотализатором называют также бюро, принимающее ставки на лошадей и выплачивающее выигрыш, и саму игру на тотализаторе, и организацию, принимающую ставки на лошадей и выплачивающую выигрыши.
В момент ставки участник может лишь предполагать, сколько выиграет в случае успеха.
Организаторы тотализатора берут себе процент от всех сделанных ставок, не принимая участия в рисках азартной игры, а неся лишь обычное бремя бизнес-рисков по оправданию расходов. Обыватели по этой причине зачастую говорят, что организаторы всегда в выигрыше, хотя это не более справедливо, чем относительно любого дела, например: организации шоу или съёмок фильма, которые могут прогореть, если расходы не окупаются. Более того, не всегда тотализаторы были коммерческими: иногда они служили источником существования некоммерческих организаций, связанных с разведением лошадей.
Первые тотализаторы известны ещё со времён Древнего Рима. Местом их дислокации являлись арены для проведения гладиаторских боёв.
Само слово «тотализатор» пошло от прибора тотализатора. Чтобы убедить играющих в честности и непредвзятости, француз Жозеф Оллер предложил знатокам скачек играть друг против друга: собирают все ставки, вычитают фиксированную комиссию и делят между выигравшими. Единственный параметр, подконтрольный организатору,— процент комиссии; только от него зависит, насколько окупается знание спорта. Потенциальные суммы выигрыша плавают, пока не закончатся ставки; меловая доска показывала, каковы они по состоянию на текущий момент времени. Около 1900 года разработали механическую вычислительную машину для подсчёта выигрышей. Как только кассир тянул рычаг, потенциальные показатели пересчитывались. Первые счётчики на 30 лошадей помещались в многоэтажное здание и приводились в движение гирями (в дальнейшем — электромоторами).

## Статья изЭСБЕ
Тотализатор — называется на скачках и рысистых бегах лошадей механический счётчик, показывающий, сколько закладов поставлено лицами, участвующими в игре, на каждую скачущую или бегущую в данном заезде лошадь, а также общую сумму всех ставок; отсюда взаимное пари на скачках и бегах называется игрою в Тотализатор. Тотализаторы помещаются при кассах для приёма закладов, причём различают Тотализатор ординарный, где принимаются ставки на лошадь, которая придёт первой, двойной — на лошадь, которая придёт второй, и тройной — на лошадь, которая придёт третьей. При расчёте из общей суммы всех ставок отчисляется известный процент в пользу скакового общества, а остальные деньги делятся между теми, кто поставил заклад на лошадь, победившую в данном заезде.

### История
- Вначале игра производилась лишь между знакомыми и носила характер пари между известной группой лиц; с течением времени число играющих значительно увеличилось, причём случалось, что посредники, то есть лица, устраивавшие заклады, собрав деньги, скрывались, не уплатив ничего выигравшим.

- Ввиду этого, Жозеф Оллер в Париже в 1865 г. открыл, под своей личной ответственностью, центральную кассу для приёма закладов от играющих; это предприятие имело большой успех и вызвало ряд других подобных касс. Вскоре, однако, агентства на ипподромах были запрещены и оставлены лишь походные конторы для лиц, посещающих испытания лошадей. С 1866 г. в Париже появились англичане «букмекеры», принимавшие заклады на основании котировки лошадей, смотря по их шансам на выигрыш (paris à la côte).

- В 1874 г. Оллер изобрёл новый способ игры, получивший название игры в Т. (pari mutuel). Вследствие постоянного возрастания игры, скаковые и беговые круги превратились в игорные места с массою злоупотреблений.

- В 1876 г. Тотализатор во Франции был вовсе воспрещён и агентства подверглись преследованию; но так как заклады по котировке лошадей были отчасти дозволены, а также оставались и букмекеры, то азартная игра на ипподромах продолжала существовать и расти.

- В 1887 г. последовало воспрещение закладов, как на ипподромах, так и вне их, как отдельными лицами, так и агентствами. В обществе возникло сильное течение в пользу Тотализатора; скаковые общества выступили с ходатайствами о разрешении им устроить тотализатор, который действовал бы на условиях и правилах, утверждённых правительством.

- С 1888 г. на французских ипподромах официально действует Тотализатор, регулируемый законами 1891 и 1896 гг. Получаемый обществами доход с тотализатора не должен быть смешиваем с другими доходами обществ и подлежит расходованию под надзором правительства, преимущественно на увеличение призов, премий и субсидий.

- В 1899 г. общая сумма закладов на всех французских ипподромах составила 163 018 413 фр.; из этой суммы 1 % был обращён в фонд на поощрение коневодства, 2 % отданы на благотворительные учреждения и 4 % поступили в пользу обществ.

- В большинстве европейских государств устройство тотализатора требует особого разрешения правительства, от получения которого освобождены лишь непубличные тотализаторы, то есть такие, доступ к которым имеют только члены известного общества, клуба и т. п., но не посторонние лица.

- В Германии по закону 1894 г. Тотализатор подлежит платежу штемпельного налога, установленного для лотерей. В России в 1889 г. изданы в административном порядке правила игры на Тотализатор, причём, ввиду значительно усилившегося азарта среди рабочих и вообще недостаточных классов, размер ставки установлен не менее 10 руб.

Московское городское самоуправление, ввиду приносимого тотализатором вреда, ходатайствовало о совершённом запрещении игры на тотализаторе, но до сих пор безуспешно; защитники тотализатора выставляют, главным образом, тот довод, что отсутствие игры отвлечёт от конских испытаний много публики и потому может вредно отразиться на средствах скаковых обществ или даже подорвать самое их существование, что неминуемо повлечёт за собою падение отечественного коннозаводства.
Доходы столичных скаковых и беговых обществ от Тотализатор (10 % с каждой ставки) доходят до 1 млн руб. в год.